# Liste der Monuments historiques in Montilly
Die Liste der Monuments historiques in Montilly führt die Monuments historiques in der französischen Gemeinde Montilly auf.

## Liste der Bauwerke
| Bezeichnung      | Beschreibung              | Standort | Kennzeichnung | Schutzstatus | Datum | Bild           |
| ---------------- | ------------------------- | -------- | ------------- | ------------ | ----- | -------------- |
| Kirche St-Pierre | Erbaut im 12. Jahrhundert | (Lage)   | PA00093164    | Inscrit      | 1926  | weitere Bilder |

## Liste der Objekte
| Bezeichnung                                 | Beschreibung           | Standort                       | Kennzeichnung | Schutzstatus | Datum | Bild |
| ------------------------------------------- | ---------------------- | ------------------------------ | ------------- | ------------ | ----- | ---- |
| Weihwasserbecken (Foto in der Base Palissy) | Stein, 12. Jahrhundert | in der Kirche St-Pierre (Lage) | PM03000254    | Classé       | 1918  |      |
| Altar                                       | Stein, 12. Jahrhundert | in der Kirche St-Pierre (Lage) | PM03000255    | Classé       | 1918  |      |